# クルーガー国立公園
クルーガー国立公園（英:Kruger National Park）とは、南アフリカ共和国北東部のリンポポ州とムプマランガ州に跨って存在するアフリカ有数の大きさを有す鳥獣保護区である。19,485平方キロメートル (7,523 sq mi)の面積を有し、南北360キロメートル (220 mi)、東西65キロメートル (40 mi)の幅を有している。

## 概要
クルーガー国立公園はリンポポ州とムプマランガ州に跨っており、北側にはジンバブエ、東側にはモザンビークが隣接している。この公園とジンバブエのゴナレゾウ国立公園、モザンビークのリンポポ国立公園とを合わせて大リンポポ越境公園と言う越境保護区の名で呼ばれる事もある。そして、9つの正門を有し、それぞれが異なるキャンプへと繋がっている。
クルーガー国立公園はクルーガー峡谷生物圏の一部であり、この生物圏は国際連合教育科学文化機関によって生物圏保護区に指定されている。最北部のリンポポ川河畔のマクレケ湿地は2007年にラムサール条約登録地となった。
また、ウイルスに関するビデオであるクルーガーの戦いの撮影地である。

## 歴史

### サビ鳥獣保護区 (1898 - 1926)
1895年、ヤコブ・ルイス・ヴァン・ウィックはヴォルクスラードに招待され、クルーガー国立公園に後に至る地域を鳥獣保護区にしようと活動した。この動きは同じヴォルクスラードの構成員であったR・K・ラブデーの賛同を得た。1895年9月に行われた討議での投票で過半数に達する賛成を得た事から承認され、1898年3月26日にトランスヴァール共和国の首相であったポール・クルーガーによって国定鳥獣保護区となる旨の宣言が為された。その後国立公園はサビ鳥獣保護区として知られる様になり、1926年にはクルーガー国立公園と名を改め、拡大された。
サビ鳥獣保護区は当初狩猟の制限及び個体数が減少する動物の保護の為に作られた。
ジェームス・スティーブンソン＝ハミルトンは1902年にこの鳥獣保護区の初代管理人に就任した。当時の広さは現在の1/3程で、現在の南側の領域を占めていた。また、シンウェジ川から名を取ったシンウェジ保護区は現在クルーガー国立公園に含まれているが、1903年に保護区に設定されている。1926年にはサビ鳥獣保護区が隣接するシンウェジ保護区と合併し、クルーガー国立公園となった。
1923年にはサビ鳥獣保護区に初めて旅行客の大団体が訪れたが、これは南アフリカ鉄道の九日周遊ツアーの一部でしか無かった。旅行客はセラチ鉄道線をポルトガル領モザンビーク国境のコマチプールトからリンポポ州のツァニーンまで移動した。このツアーではサビ橋（現在のスククザ）に於いて一晩止まり、散歩をし、武装したレンジャーの先導の下、藪の中に入って行った。これはすぐにツアーの目玉となり、サビ鳥獣保護区を国立公園にするのに助けとなった。

### 1926 - 1946
クルーガー国立公園が1926年に設立されると、翌1927年、初めて三台の旅行者の車が公園内に入り、1928年には180台、1929年には850台と訪問客数を爆発的に増やしていった。管理人のジェームス・スティーブンソン＝ハミルトンは1946年4月30日に44年の監視の仕事を終えて退職した。

### 1946 - 1994

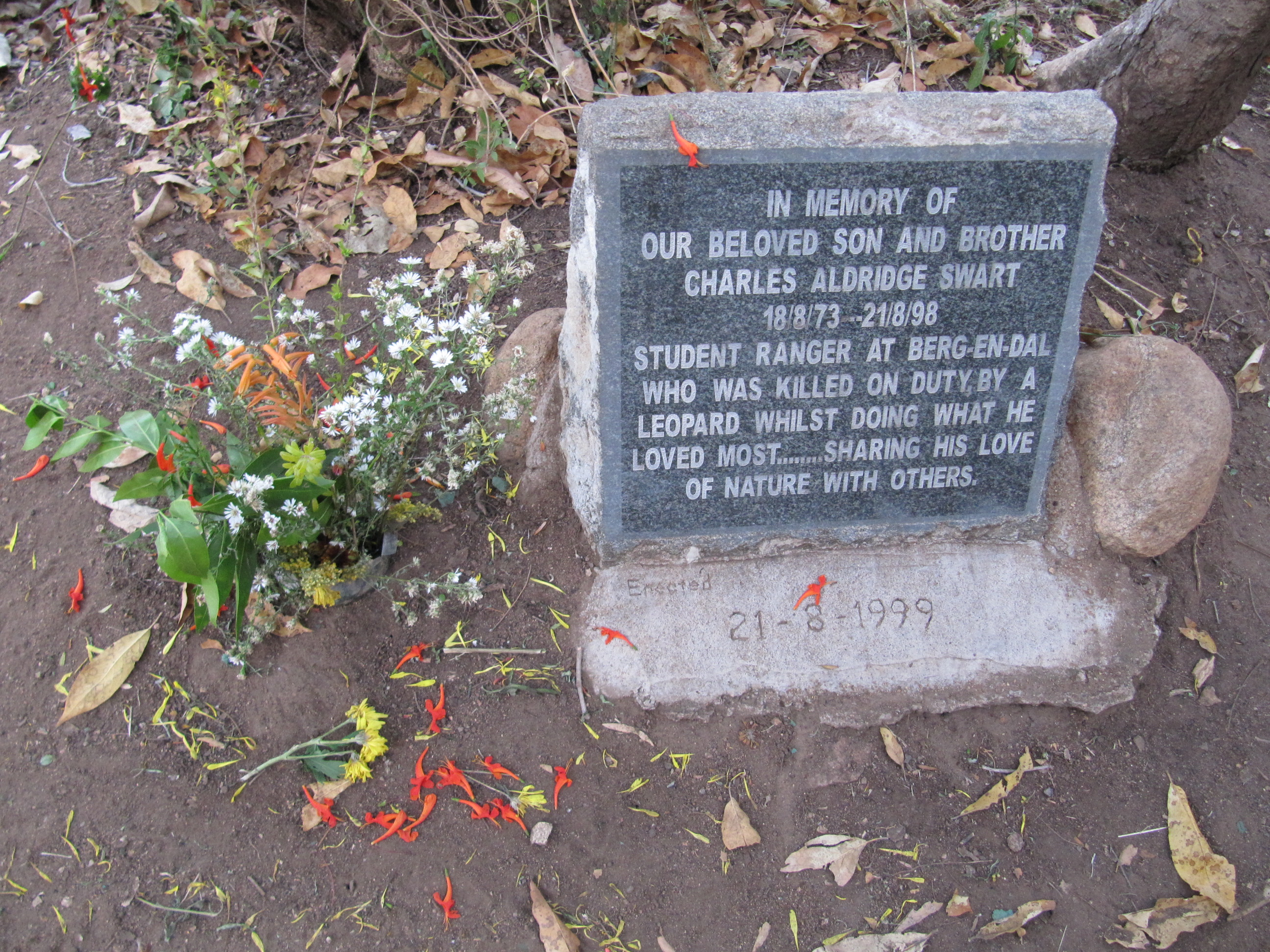
公園内の飾り板。人が殺されるのは現在では非常に稀である。

管理人はハミルトンから南アフリカ空軍のJ・A・B・サンデンバーグ大佐に変わった。
1959年、公園の境界にフェンスを作る工事が始まった。工事はクロコダイル川に沿った南側の境界から始まり、1960年に西側及び北側の工事も完了し、続いてモザンビークに隣接する東側の境界の工事を行った。この目的としては病気の蔓延を抑制する事や境界の監視を楽にする事、密猟者の動きを妨げる事等があった。
公園北側のマクレケ地域はマクレケ人が住んでいたが、1969年に政府によって移転を余儀なくされ、1500人程が南へと移住し、彼等の古来からの土地はクルーガー国立公園に組み込まれた。

### 1994 - 現在
1996年、マクレケ族はクルーガー国立公園内北側の19,842ヘクタール (198.42 km2)に対する地権を認めさせた。この土地は彼らに返却されたが、しかしながら彼らはそこに再移住するのではなく、観光に対する個人的な投資と言う形でのキャンプ建設をした。
2002年にはクルーガー国立公園にはジンバブエのゴナレゾウ国立公園とモザンビークのリンポポ国立公園と共に大リンポポ越境公園となった。

## 地理
この公園は南アフリカ北東部に位置し、リンポポ州の東側とムプマランガ州に跨っている。そして、リンポポ州のファラボルワはクルーガー国立公園の中にある唯一の町である。クルーガー国立公園は世界でも有数の広さを有す国立公園であり、19,485平方キロメートル (7,523 sq mi)の広さを有している。南北は360キロメートル (220 mi)、東西は65キロメートル (40 mi)の幅を平均で有している。東西で最大幅を有する地点では90キロメートル (56 mi)ある。
北から南へはリンポポ川とクロコダイル川の二つの川が流れており、自然の境界となっている。東にはレボンボ山脈がモザンビークとの間を隔てている。西側の境界は東側から65kmの距離に東側の境界から平行に引かれている。この公園の標高は200mから840mまであり、最高地点は南東部のバーグ・エン・ダル附近にあり、ハンダライヴと呼ばれている。西から東には多くの川が流れており、サビー川やオリファンツ川、クロコダイル川、レタバ川、レヴブ川、リンポポ川等が挙げられる。

## 気候
クルーガー国立公園の気候は亜熱帯性である。夏季の湿度は高く、温度も高くなっており、その気温は最大で38 °C (100 °F)に達する。雨季は9月から5月までであり、乾季が訪問するに理想的である。涼しい日にはマラリアに関する契約に多少の費用を要する。

## 動植物

### 植物
公園内の植物は四つの領域に分かれて存在している。

#### 赤藪柳の草原
この地域は西側の境界から大体公園の中心部のオリファンツ川の南に展開している。赤い柳はシクンシ科の植物（Combretum apiculatum）やアカシア等の種が優勢であり、現在ではウルシ科の植物（マルーラことSclerocarya caffra）も生えている。アカシアは川沿いに生えており、サビー川周辺では非常に密度の高い藪を形成している。

#### ウルシの草原
オリファンツ川の南側で公園の東側の地域では、牧草が生えている。メガルカヤ（Themeda triandra）やギネアキビ（Panicum maximum）が優勢であり、アカシア（Acacia nigrescens）やリードウッド（Combretum imberbe）、マルーラの一種（Sclerocarya caffra）等の木が生えている。

#### 赤藪柳とジャケツイバラ
この地域は公園の西半分に存在でオリファンツ川の北側にあり、赤藪柳（Combretum apiculatum）とジャケツイバラ科の植物モパネ（Colophospernum mopane）の二種が優勢である。

#### ジャケツイバラ灌木草原
ジャケツイバラの灌木は公園北東部の大半を占めている。ここには多くの小さな地域があり、銀色の房状の葉をつける植物（Terminalia sericea）が優勢する場所もある。プンダ・マリア附近の砂混じりの草原では両者が同等程度の比率で存在し、場所によって種類は異なる。

### 鳥
クルーガー国立公園では517種の鳥類が確認されており、253種は棲息、117種はこの中で繁殖している訳ではなく、147種は渡り鳥である。

### 哺乳類
クルーガー国立公園では巨大五種が全て見られ、合計では147種が確認されている。また、彼らの生態を確認する為にウェブカメラが設置されている 。
この公園は1994年以降象の間引きを禁止し、移住を試みているが、2004年の象の個体数は11,670頭にまでなり、2006年には13,500頭、2009年には11,672頭となっているが、8,000頭程しか養えないのでないかと推定されている。また、公園側は1995年以降年一回、象の避妊を行っているが、実行する上での問題が発生した為に現在では中止されている。
クルーガー国立公園では南アフリカ全体で400頭程しかいないのではないかと言われる程の絶滅危惧種であるリカオンの保護を支援している。
また、公園内には48トンを超える象牙が存在している。絶滅のおそれのある野生動植物の種の国際取引に関する条約によるとこの内、売る事が出来るのは30トンである。条約の下に、47メートルトンの象牙がこの公園から2008年11月6日に販売された。この収益は約6700万米ドルであり、収益は増え続ける密猟対策に用いられる。販売されたうちの63個の平均価格はkgあたり142米ドルであった。
| 種                         | 数     | 種           | 数            |
| -------------------------- | ------ | ------------ | ------------- |
| アフリカスイギュウ         | 27,000 | リカオン     | 150           |
| クロサイ                   | 350    | シロサイ     | 7,000～12,000 |
| バーチェルサバンナシマウマ | 17,797 | カモシカ     | 500           |
| チーター                   | 120    | エランド     | 300以上       |
| キリン                     | 5,114  | クーズー     | 5,798         |
| カバ                       | 3,000  | ライオン     | 2,000         |
| ヒョウ                     | 2,000  | ブチハイエナ | 2,000         |
| ゾウ                       | 11,672 | スイギュウ   | 5,000         |
| オグロヌー                 | 9,612  | インパラ     | 1,500,000     |

### 爬虫類
クルーガー国立公園には114種の爬虫類がおり、ブラックマンバや3000のワニが棲息している。

### 両生類及び魚類
33種の両生類が公園内で見つかっており、50種類の魚が棲息している。ザンベジ川のサメとも呼ばれるオオメジロザメ（Carcharhinus leucas）は1950年7月に公園内で捕まっている。このオオメジロザメは淡水にも耐えるので、リンポポ川等の川を上ってくる。

## 住居
クルーガー国立公園には21の休憩所があり、うち2つは私的なロッジ、15が指定されたサファリのロッジである。

### 休憩所

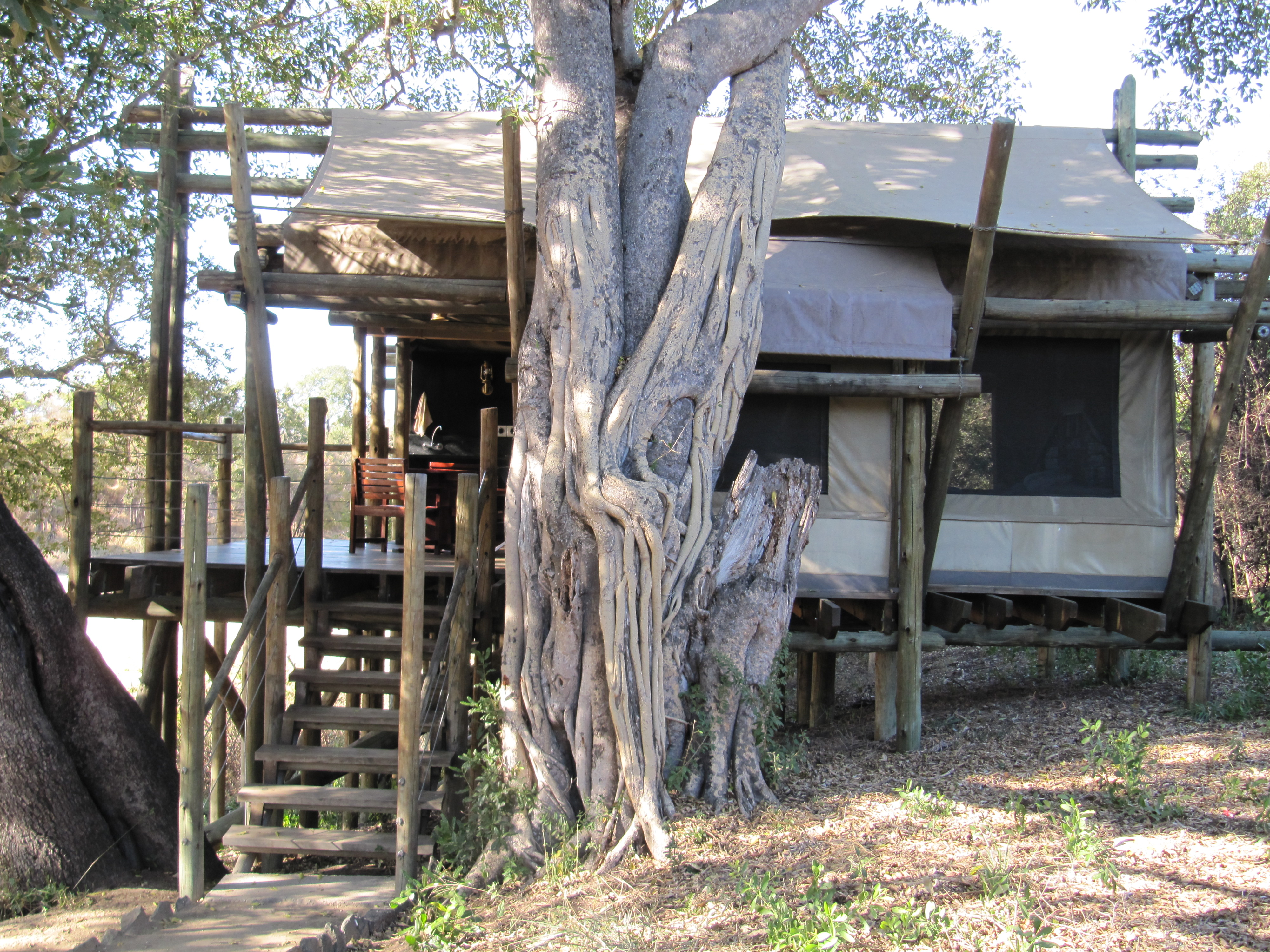
タンボチキャンプ

- バテレール藪原キャンプ
- バーグ・エン・ダルキャンプ
- ビヤミチ藪原キャンプ
- ブールダーズ藪ロッジ
- バルレキャンプ
- クロコダイル橋キャンプ
- レタバキャンプ
- サバ低地キャンプ
- メールレーンキャンプ
- マロエラキャンプ
- モパニキャンプ
- オリファンツキャンプ
- オルペンキャンプ
- プレトリウスコップキャンプ
- プンダ・マリアキャンプ
- ルードエウァル藪キャンプ
- サタラキャンプ
- シムウィニ藪原キャンプ
- シンウェジキャンプ
- シルヘニ藪原キャンプ
- スククザキャンプ
- タラマチ藪原キャンプ
- タンボリキャンプ
- センゼ・ルチックキャンプ

### 個人ロッジ
- キャンプシャウ
- キャンプションガ
- ハミルトンズキャンプ
- ホヨ・ホヨ・ソンガロッジ
- インバリ・サファリ・ロッジ
- ジョックス・サファリ・ロッジ・アンド・スパ
- ルキンビ・サファリ・ロッジ
- パルフィロッジ
- 平原キャンプ
- リノ・ポストキャンプ
- シシャンゲニキャンプ
- シンギタ・レノンボロッジ
- シンギタ・スウェニロッジ
- アウトポストロッジ
- チンガ門ロッジ

## 門

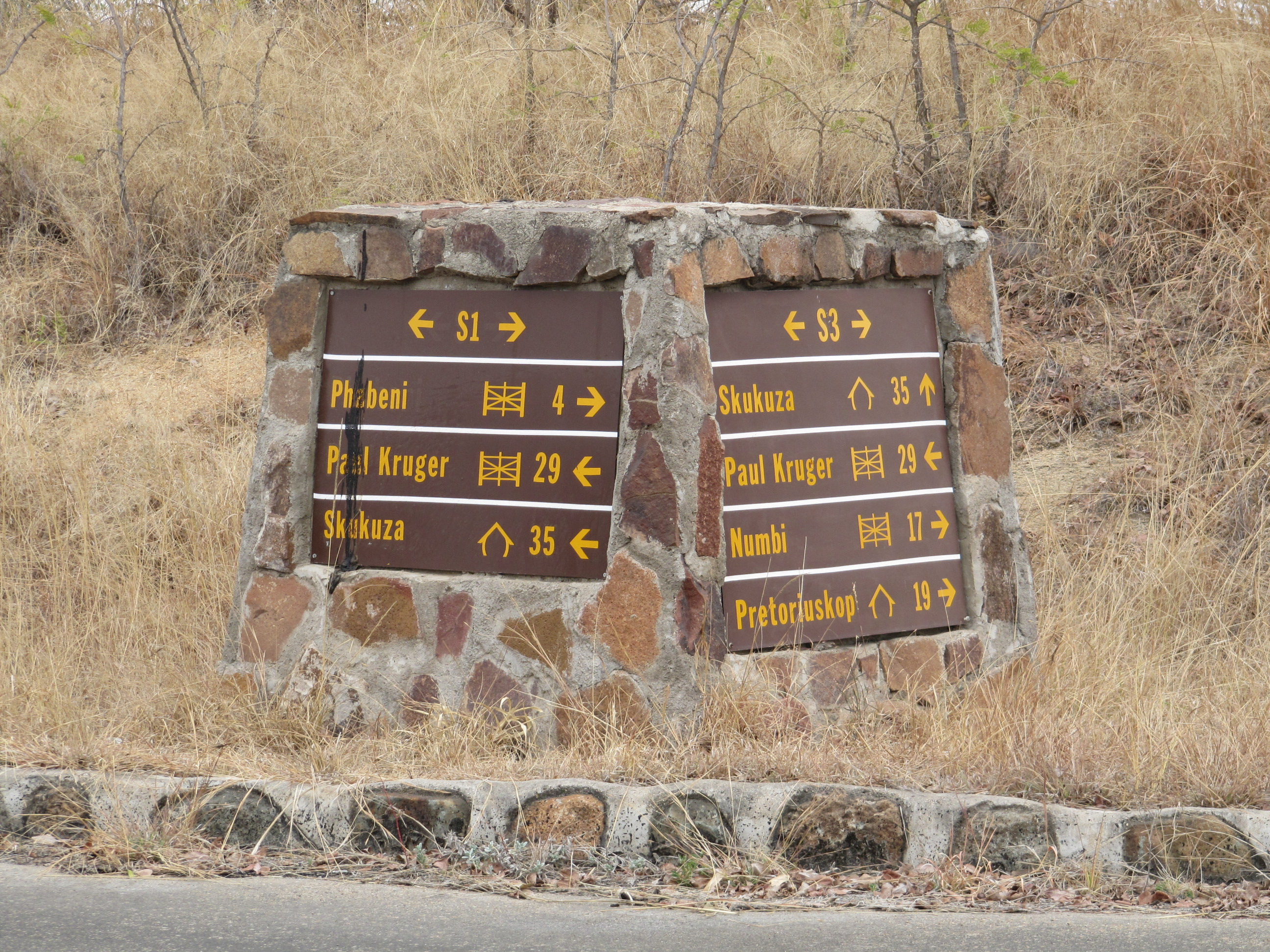
公園内の標識

クルーガー国立公園には以下の門がある。
| 名称                 | 道路         | 近隣の町       | 緯度経度                                                                    | 備考 |
| -------------------- | ------------ | -------------- | --------------------------------------------------------------------------- | ---- |
| クロコダイル橋門     | リッシク通り | コマチプールト | 南緯25度21分30.48秒 東経31度53分36.59秒 / 南緯25.3584667度 東経31.8934972度 |      |
| メールレーン門       | R570         | メールレーン   | 南緯25度27分42.73秒 東経31度31分58.70秒 / 南緯25.4618694度 東経31.5329722度 |      |
| ヌムビ門             | R569         | ハジヴュー     | 南緯25度9分19.26秒 東経31度11分51.00秒 / 南緯25.1553500度 東経31.1975000度  |      |
| ファベニ門           | R536         | ハジヴュー     | 南緯25度1分30.42秒 東経31度14分29.15秒 / 南緯25.0251167度 東経31.2414306度  |      |
| ポール・クルーガー門 | R536         | ハジヴュー     | 南緯24度58分52.70秒 東経31度29分6.92秒 / 南緯24.9813056度 東経31.4852556度  |      |
| オルペン門           | R531         | クラセリエ     | 南緯24度28分32.95秒 東経31度23分26.79秒 / 南緯24.4758194度 東経31.3907750度 |      |
| ファラボルワ門       | R71          | ファラボルワ   | 南緯23度56分43.63秒 東経31度9分54.15秒 / 南緯23.9454528度 東経31.1650417度  |      |
| プンダ・マリア門     | R524         | トホヤンドウ   | 南緯22度44分17.89秒 東経31度0分32.52秒 / 南緯22.7383028度 東経31.0090333度  |      |
| パフリ門             | R525         | ムシナ         | 南緯22度24分0.60秒 東経31度2分29.08秒 / 南緯22.4001667度 東経31.0414111度   |      |

## 原住民
9つの異なる原住民族がクルーガー国立公園内には住んでいる。中には夜通し、何日も人目に触れない種族もある。彼らは接触せず、訪問者が附近の動物が作った道を歩いてきた時は新しい道を藪の中に作るからである。

## ギャラリー

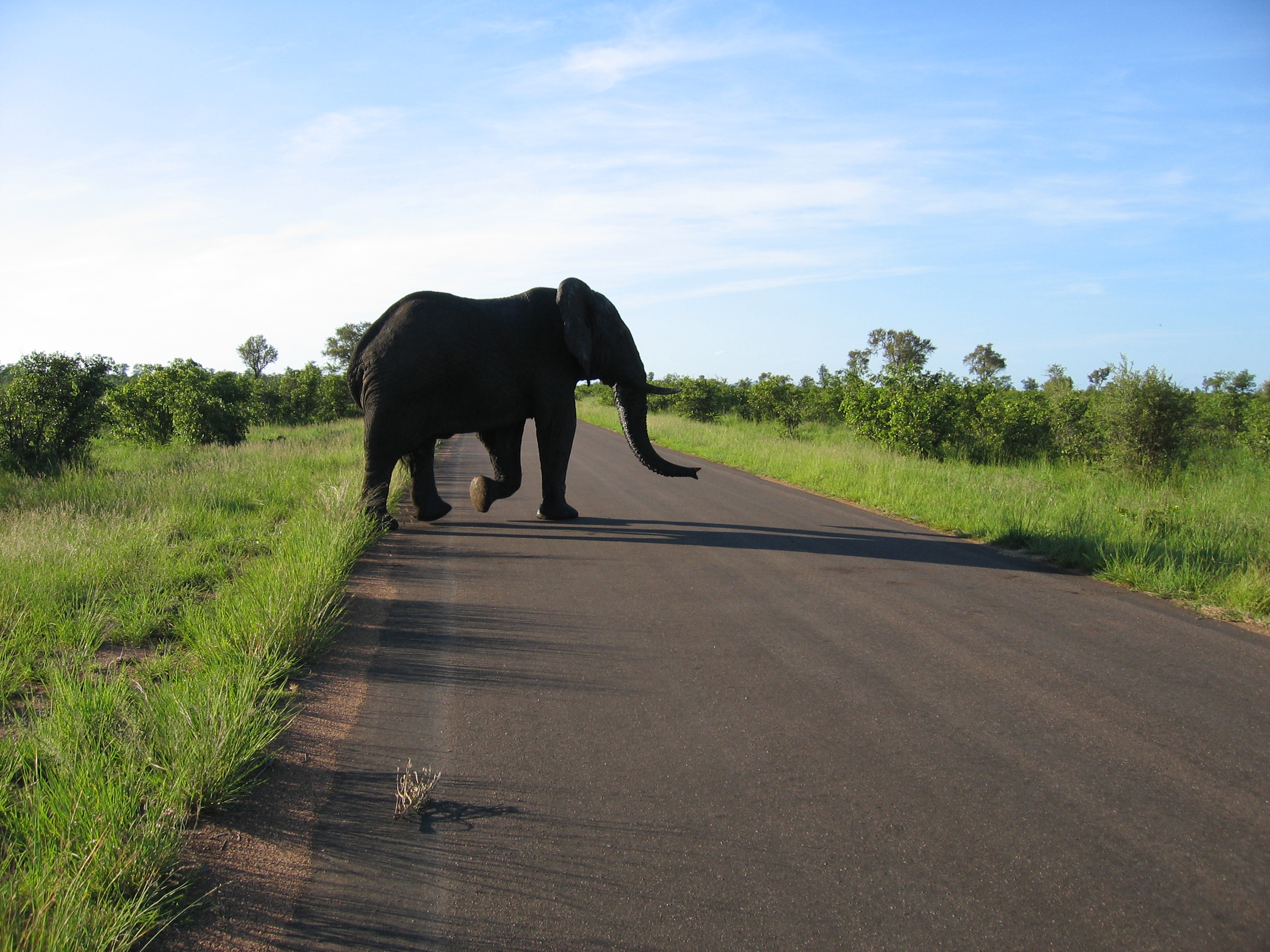
道を横切るゾウ
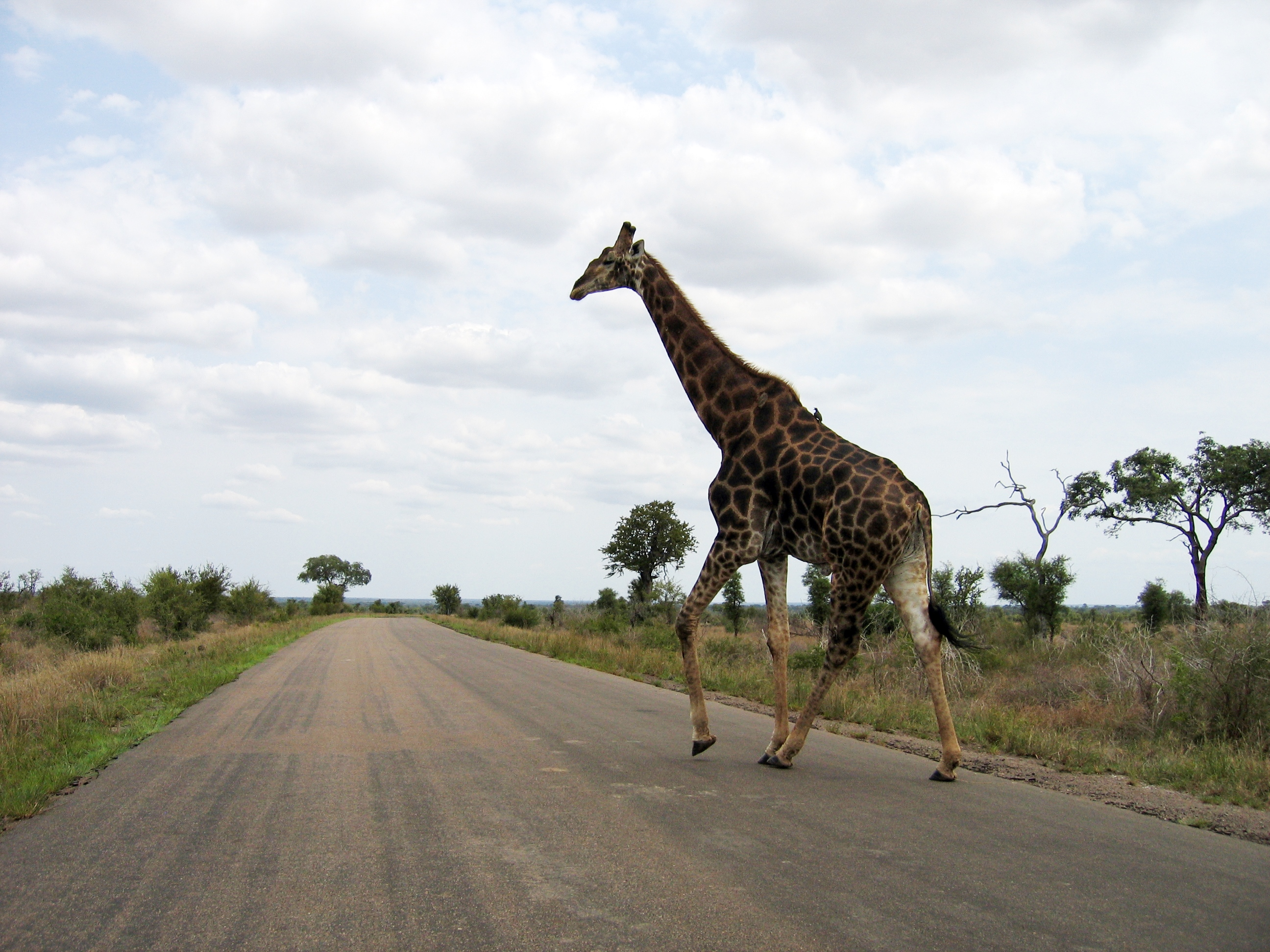
キリンの上に乗っかる鳥
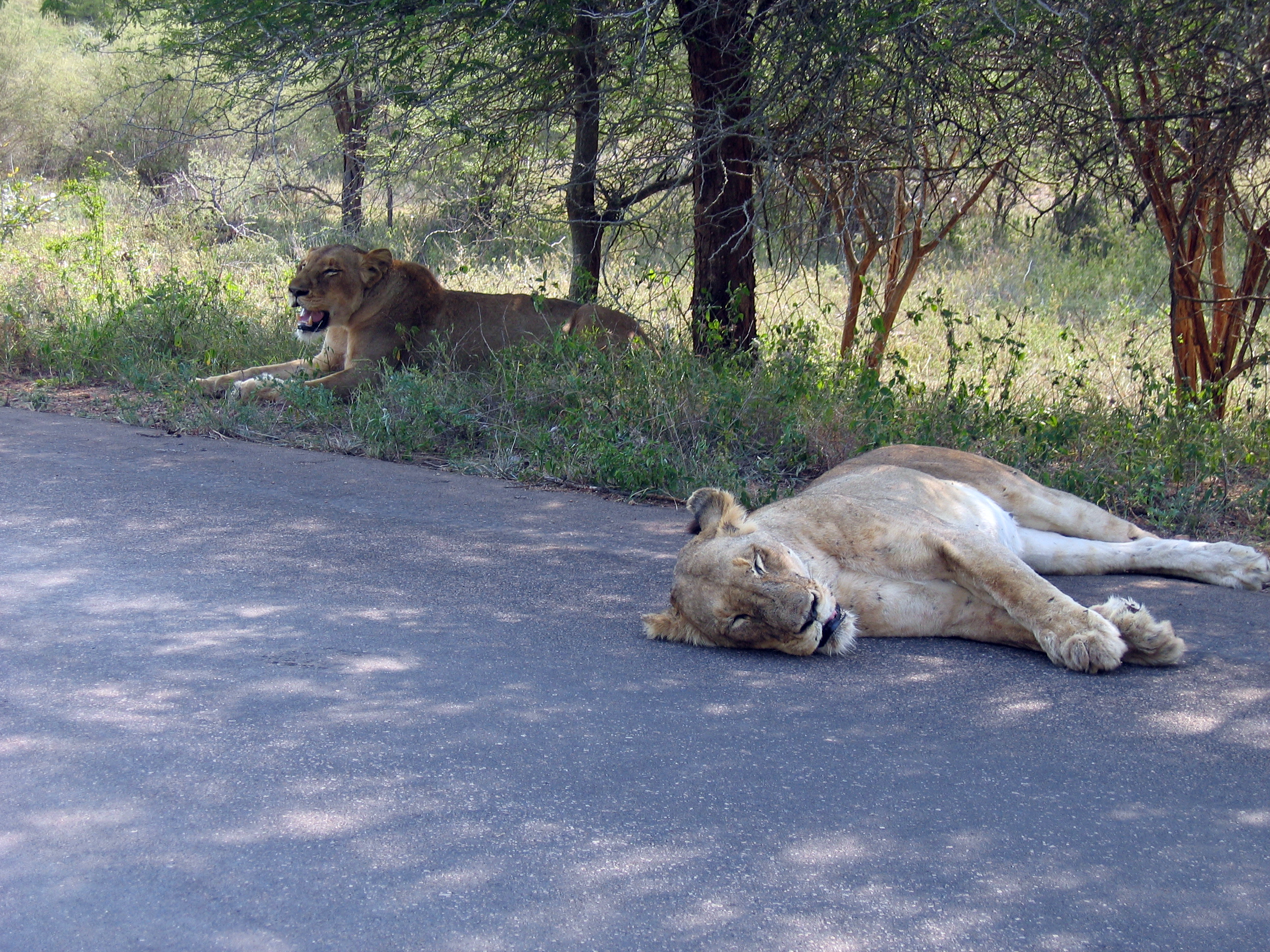
狩りに失敗し休むライオン